# ジェフリー・シュルップ
ジェフリー・シュルップ（Jefferey Schlupp、1992年12月23日 - ）はハンブルク出身のサッカー選手。ガーナ代表。ポジションはミッドフィールダー、ディフェンダー。EFLチャンピオンシップ・ノリッジ・シティ所属。

## 経歴

### 幼年
ハンブルクに生まれ、小さい頃にイングランドに移住した。

### レスター・シティ
2010-11シーズンにレスター・シティFCのトップチームに昇格し、2011年3月8日のノリッジ・シティFC戦でプロデビューを果たした。しかしその6日後にブレントフォードFCにシーズン終了までのレンタル移籍となった。
2011-12シーズンはレスターに復帰し、26試合に出場した。またこの年に、ガーナ代表に初招集された。
2015-16シーズンは左サイドバックを務め、主力としてチームを牽引し、チーム初のプレミア初優勝に貢献した。

### クリスタル・パレス
2016-17シーズンはチームは不振に陥り、自身も出場機会を失った。2017年1月31日、クリスタル・パレスFCに完全移籍した。
2024年5月10日、パレスとの契約を2025年6月まで1年延長した。2023-24シーズンまでにパレスで230試合に出場し、チームの中核メンバーとして活躍していた。
2024-25シーズンは2025年1月までに16試合に出場するも全て途中出場と出場機会が大幅に減少した。

### セルティック
2025年2月3日、期限付き移籍でスコットランドのセルティックFCに加入。パレスとの契約が満了する残り半年をセルティックでプレーすることになった。

## 代表歴
2011年11月7日のシリア代表戦でガーナ代表に初招集された。